# Katherine Tai
Katherine Tai (New York, 18 marzo 1974) è una politica e avvocato statunitense, dal 2021 al 2025 Rappresentante per il commercio degli Stati Uniti nell'amministrazione di Joe Biden. È la prima donna asiatica-statunitense ad occupare questo incarico.

## Biografia
Tai è nata nel marzo 1974 a New York ed è cresciuta a Washington, DC, dove ha frequentato la Sidwell Friends School. I suoi genitori, entrambi nati nella Cina continentale, sono cresciuti a Taiwan e sono poi immigrati negli Stati Uniti. Tai è laureata in storia alla Yale University e ha ottenuto il titolo di Juris Doctor alla Harvard Law School. Ha insegnato inglese alla Sun Yat-sen University come Yale-China Fellow per due anni.

## Carriera lavorativa
Dal 2007 al 2014, Tai ha lavorato presso l'ufficio legale del Rappresentante per il commercio, diventando consigliere capo per il commercio con la Cina dal 2011 fino alla fine del suo mandato.  Mentre ricopriva questa carica, ha lavorato su casi commerciali presso l'Organizzazione mondiale del commercio. Nel 2014 è diventata consulente commerciale per il Ways and Means Committee della Camera, che si occupa di revisione dei conti del governo americano. È stata nominata chief trade counsel nel 2017.
Durante il suo mandato al Committee on Ways and Means, Tai ha svolto un ruolo significativo nei negoziati della Camera con l'amministrazione Trump nell'ambito dell'accordo Stati Uniti-Messico-Canada (USMCA), sostenendo una normativa sul lavoro più stringente.

### Rappresentante del Commercio
Nominata nel dicembre 2020, è stata confermata dal Senato degli Stati Uniti all'unanimità (98-0 con due senatori assenti), rendendola l'unico membro del gabinetto di Joe Biden ad essere confermata senza opposizione. 

## Vita privata
Sposata con Robert Skidmore, Katherine Tai parla correntemente il mandarino.